# موراچوو (شهرستان گنگزنو)
موراچوو (به لاتین: Moraczewo) یک روستا در لهستان است که در گمینا ووبووو واقع شده‌است.